# Natura 2000-område nr. 115 Østerø Sø
Natura 2000-område nr. 115 Østerø Sø er et EU-habitatområde (H99), der har et areal på i alt 57 ha, som er privatejet. Området omfatter den sydøstlige ende af halvøen Knudshoved, sydøst for Nyborg på Fyn, og ligger ud til Storebælt.

## Beskrivelse
Østerø Sø er en kystlagune, og området er et marint forland, dannet efter sidste istid, som ud over søen omfatter strandsøer, strandvolde og strandenge. Området er et vigtigt yngle- og fourageringsområde for mange ande- og vadefugle, og på strandengene er der en artsrig vegetation.
De lave strandenge og strandsøer er vigtige yngle- og levesteder for padder, bl.a. findes strandtudse, springfrø og spidssnudet frø, der alle er opført på habitatdirektivets bilag IV.

## Fredninger
Hele Natura 2000-området er en del fredningen af Knudshoved fra 2004, et areal på 210 hektar. 

## Videre forløb
Natura 2000-planen blev vedtaget i 2011, hvorefter kommunalbestyrelserne og Naturstyrelsen udarbejdede bindende handleplaner for gennemførelsen af planen. Planen videreføres og videreudvikles i anden planperiode 2016-21. Natura 2000-området ligger i Nyborg Kommune, og naturplanen koordineres med vandplanen for 1.7 Hovedvandopland Storebælt.

## Eksterne kilder og henvisninger
1. ↑  Om fredningen på fredninger.dk

- Om naturplanen (Webside ikke længere tilgængelig) på Naturstyrelsens websider
- Naturplanen Arkiveret 4. marts 2016 hos  Wayback Machine
- Naturplanen 2016-2021
- Basisanalysen 2006 (Webside ikke længere tilgængelig)
- Basisanalysen 2016-21